# Козакевич, Антони

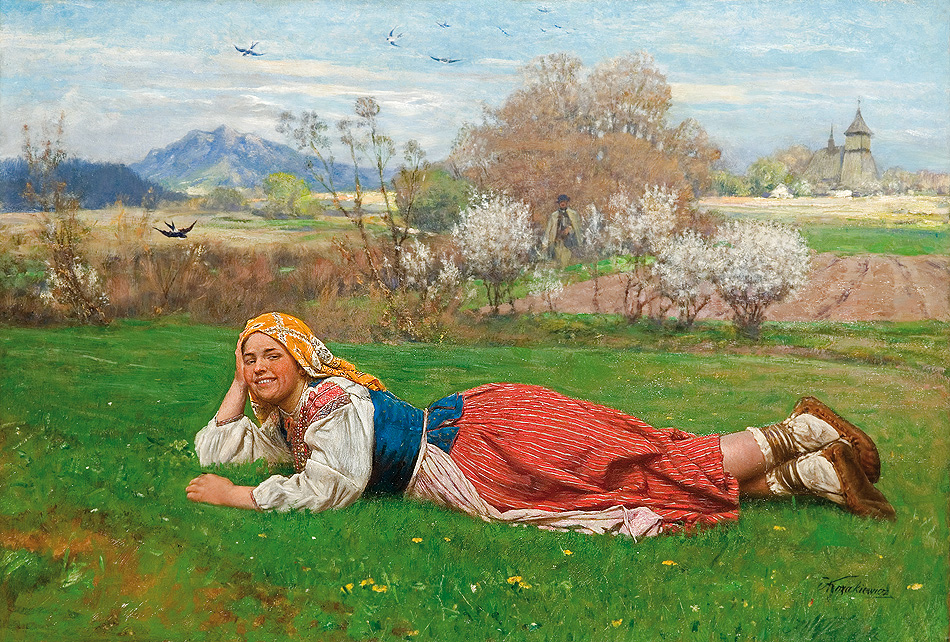
Весна.

Антони Козакевич (англ. Antoni Kozakiewicz; 1841, Краков — 3 января 1929, там же) — польский художник-реалист.

## Биография
Учиться живописи начал в 1857 году в Краковской академии изящных искусств. Ученик Владислава Лужкевича и Феликса Шиналевского. Окончил курс академии в 1866 году.
Перерыв в учебе связан с участием А. Козакевича в польском восстании 1863 г.. Участник январских событий был взят в плен русскими войсками. После недолгого пребывания в тюрьме, вернулся в академию в Кракове, но затем уехал в Вену, где продолжил обучение в столичной Академии изобразительных искусств.
Благодаря императорской стипендии, полученной им в 1871 году, А. Козакевич продолжил совершенствовать своё мастерство в Мюнхене, где его работы принесли успех. Там он провел следующие 30 лет жизни, часто посещая Польшу.
Вернувшись на родину, в 1900—1905 г. жил и творил в Варшаве. Созданные в варшавский период картины, не пользовались успехом у критиков и публики. Заброшенный и забытый, А. Козакевич умер в нужде в Щавнице.

## Творчество
В период учебы главной темой его творчестве были события, связанные с польским восстанием 1863 года. В Мюнхене он писал сцены из жизни польских крестьян. Создал ряд картин с детскими сюжетами, а также иллюстраций к поэме Мицкевича «Пан Тадеуш».
Творческое наследие А. Козакевича содержит полотна на историческую тему, портреты, пейзажи, серии жанровых картин на фольклорную тему, а также о жизни евреев и цыган Польши.

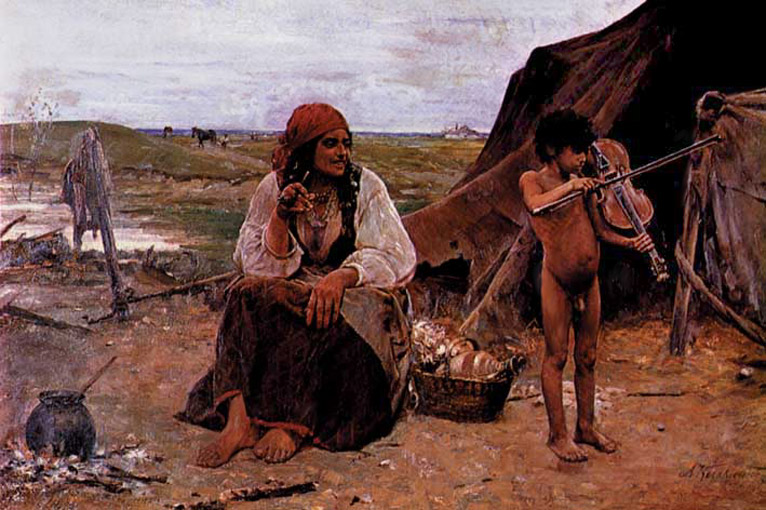
Маленький виртуоз
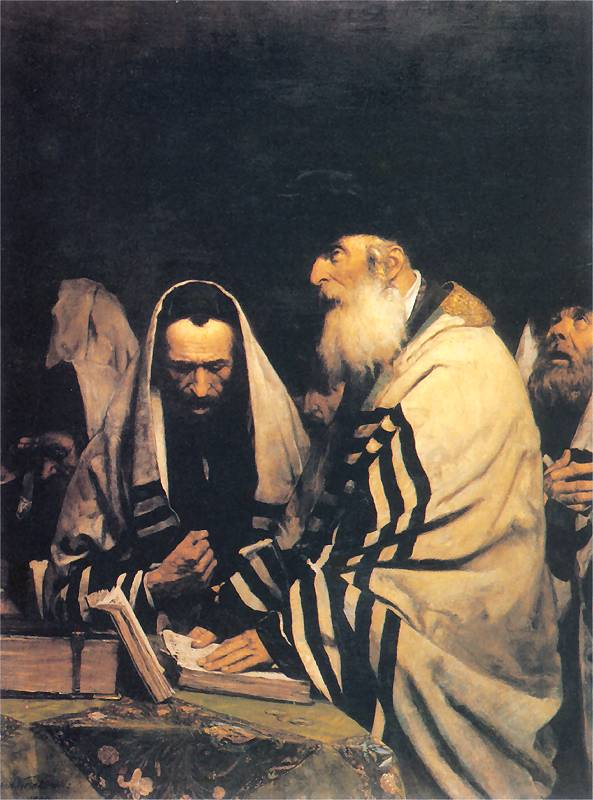
Молящиеся евреи
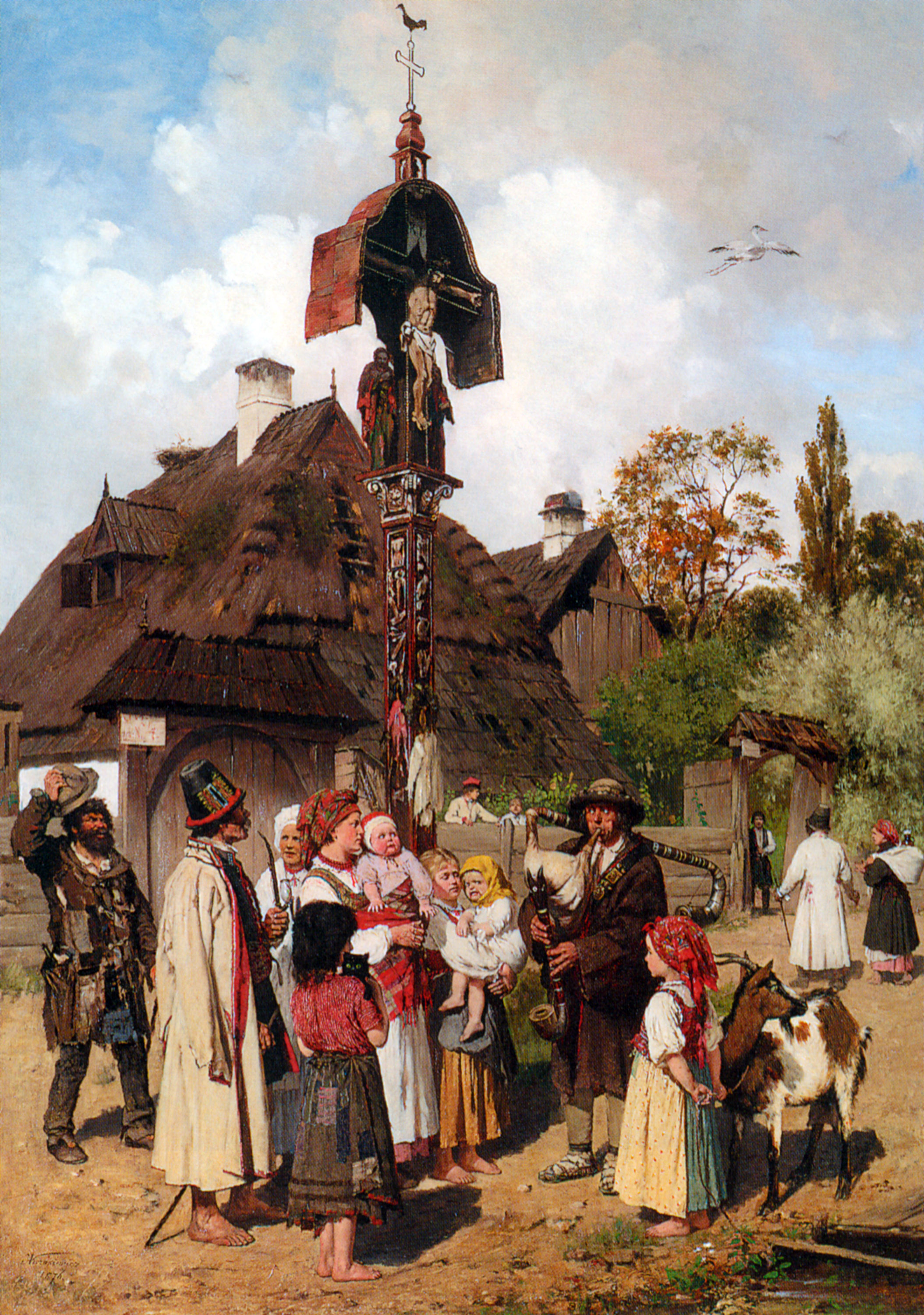
Концерт кобзаря. 1876
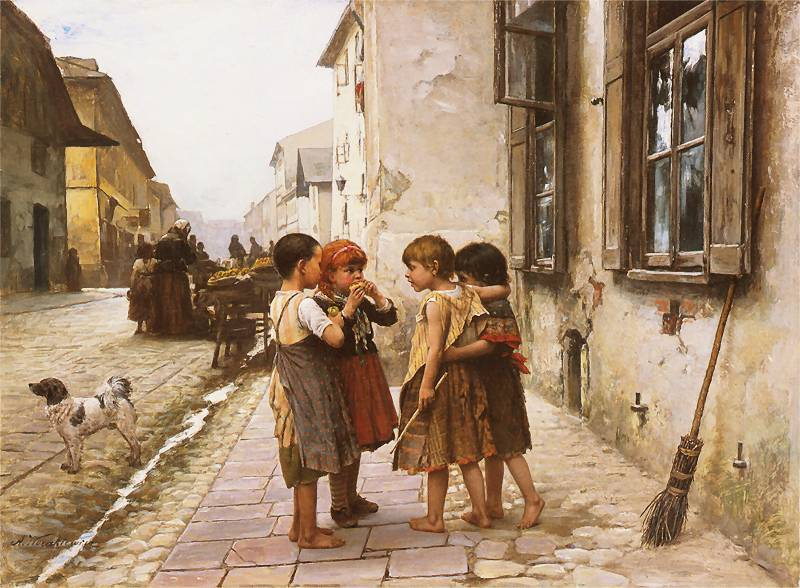
На улице. 1891
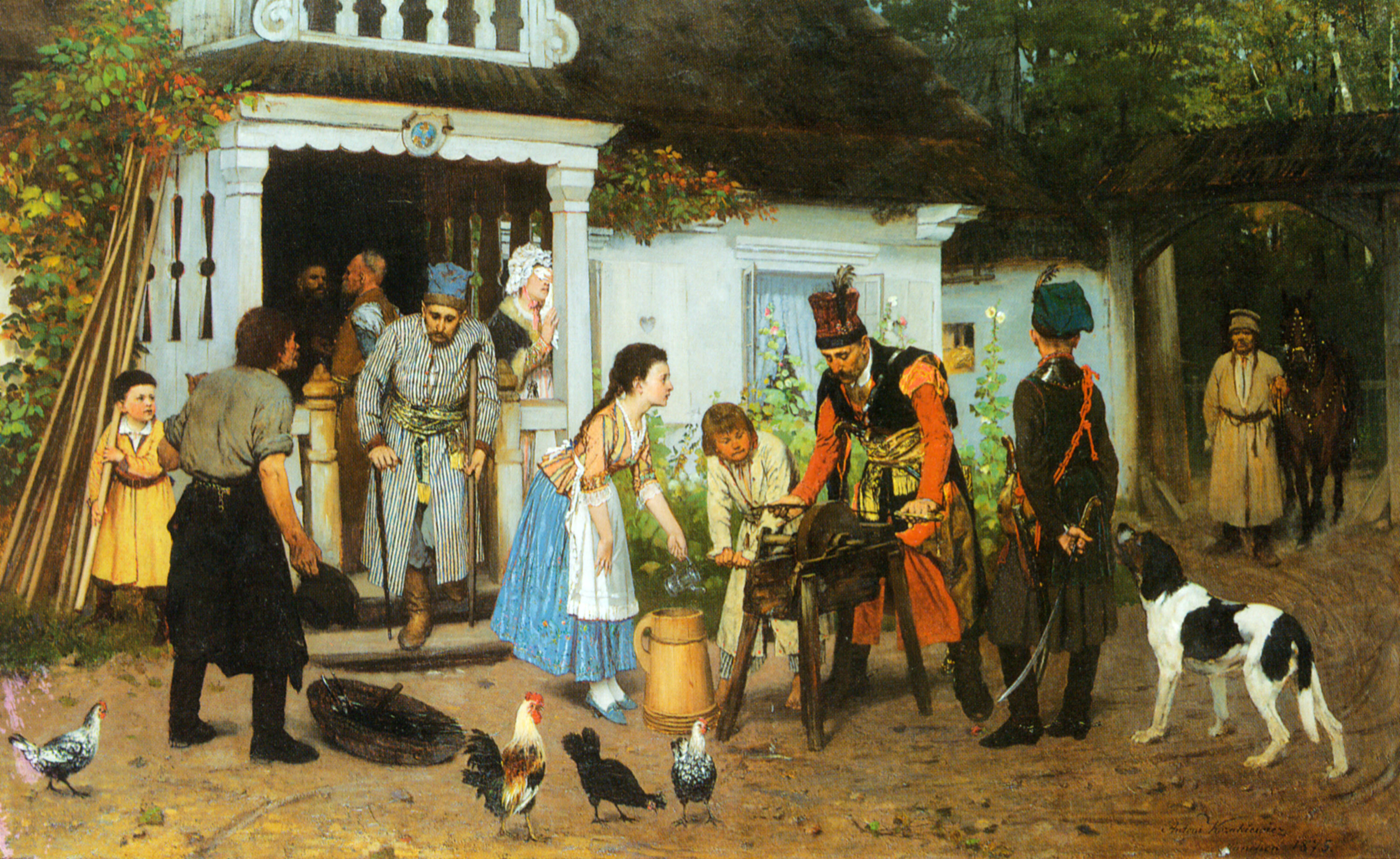
Перед боем. 1875